# David Elm
David Elm (n. Broakulla, Suecia, 10 de enero de 1983) es un futbolista sueco. Juega de delantero y actualmente milita en el Kalmar FF de la Allsvenskan de Suecia. Es hermano de los también futbolistas suecos Rasmus Elm y Viktor Elm.

## Clubes
| Club           | País       | Año           |
| -------------- | ---------- | ------------- |
| Falkenbergs FF | Suecia     | 2004-2006     |
| Kalmar FF      | Suecia     | 2007-2009     |
| Fulham         | Inglaterra | 2009-2011     |
| IF Elfsborg    | Suecia     | 2011-presente |